# Ржевский, Валерий Николаевич
Валерий Николаевич Ржевский (род. 4 июля 1951 года, Куйбышев, РСФСР, СССР) — советский и российский архитектор и художник, академик Российской академии художеств (2012).

## Биография
Родился 4 июля 1951 года в городе Куйбышев (сейчас — Самара).
В 1973 году — окончил архитектурный факультет Куйбышевского инженерно-строительного института, в 1979 году — окончил Московский архитектурный институт, в 1985 году — окончил Ленинградское высшее военное инженерно-строительное училище имени А. Н. Комаровского.
С 1973 по 1975 годы — работал архитектором в «Куйбышевгражданпроекте», с 1980 по 1990 годы — архитектор специального проектного бюро Министерства обороны СССР, с 1990 по 1994 годы — главный архитектор Межотраслевого научно-технического комплекса «Микрохирургии глаза».
С 1978 года — член Союза архитекторов СССР, России.
С 1977 по 1978 годы — преподавал в Куйбышевском инженерно-строительном институте.
С 2005 по 2012 годы — заведующий кафедрой архитектуры МГАХИ имени В. И. Сурикова.
С 2014 года — руководитель Творческой мастерской архитектуры Российской академии художеств.
С 2007 года — профессор кафедры архитектурного факультета Московского государственного академического художественного института имени В. И. Сурикова, с 2014 года — профессор кафедры дизайн среды Московского художественно-промышленного института.
С 1995 года — руководитель персональной архитектурно-проектной мастерской.
С 2005 года — член Союза художников России.
В 2012 году — избран академиком Российской академии художеств от Отделения архитектуры.
С 2009 года — академик Международной Академии культуры и искусств, с 2020 года — академик Петровской Академии наук и искусств, Международной академии творчества.

## Творческая деятельность
Основные проекты и постройки
Разработал более 300 проектов, среди которых:
Театр юного зрителя в Самаре (1975 г.); санатории Министерства обороны в Пятигорске (1982 г.) и Марфино Московской области (1984 г.); Госдачи членов правительства, в Сочи, Крыму (Форос), курорт «Завидово» в Тверской области (1984 г.); Правительственная резиденция «Заря» в Форосе (1986 г.); Офтальмологические клиники в Сан-Марино (Италия, 1990 г.), Дубай (ОАЭ, 1994), Потсдаме (Германия); Реконструкция заводов «Дженирал Моторс» в Елабуге (1996 г.) и «Цериус» в Подмосковье (1998 г.); коттеджные поселки в Подмосковье и России, «Зеленый мыс», «Эдем», «Заворово», «Славино», «Заповедные дали», «Охотино» в Ярославской области (2011 г.); жилые районы для военнослужащих в Астрахани (2011 г.); гостиницы — «Интеркосмос» на Байконуре, 60-ти этажный «Эмир-отель» в ОАЭ; отель с конференц-залом и казино в Сан-Марино (Италия; Бизнес-центр в Москве 40-этажный комплекс «NE»;
мемориальные комплексы: в Смоленской области «Гагаринград», в г. Жуковский МО — музей ТУ-144, реконструкция Бухты Золотой Рог (г. Владивосток, 2011 г.), проект заполярного города «Умка» в Ледовитом океане на острове Котельном (2012 г.), проект крупного морского порта «Печенега» (2014 г.), клинико-диагностический медицинский центр (Тверская область, 2015 г.), проект мемориального комплекса на месте гибели первого космонавта Ю. Гагарина (2015—2020 гг.), проект мемориального музея героя Советского Союза Г. Варданяна (г. Ростов-на-Дону, 2020 г.), проект мемориального комплекса «Военным контрразведчикам» (г. Ростов-на-Дону, 2021 г.).
Автор ряда графических и живописных произведений.

## Награды
- Заслуженный архитектор Российской Федерации (2004)
- Юбилейная медаль «70 лет Вооружённых Сил СССР» (1988)
- Медаль «За безупречную службу» 3 степени (1990)
- Архитектурная премия «Золотое сечение» (2001)
- Премия ФСБ РФ «За лучшее произведение литературы и искусства» (2006)
- Юбилейная медаль «100 лет Октябрьской революции» (2017)
- Юбилейная медаль «100 лет Вооружённым силам» (2018)
- Международная медаль «Международная ассамблея столиц и крупных городов» (2019)